# Peristedion thompsoni
Peristedion thompsoni és una espècie de peix pertanyent a la família dels peristèdids.

## Descripció
- Fa 25 cm de llargària màxima.[5][6]

## Hàbitat
És un peix marí i batidemersal que viu entre 115-475 m de fondària.

## Distribució geogràfica
Es troba a l'Atlàntic occidental: des de Carolina del Nord i el nord del Golf de Mèxic fins al Brasil. És absent de les Índies Occidentals.

## Observacions
És inofensiu per als humans.